# Szob
Szob là một thành phố thuộc hạt Pest, Hungary. Thành phố này có diện tích 17,97 km², dân số năm 2010 là 2952 người, mật độ 164 người/km².